# Stankovce
Stankovce (Hongaars: Sztankóc) is een Slowaakse gemeente in de regio Košice, en maakt deel uit van het district Trebišov.
Stankovce telt 173 inwoners.